# Aeropuerto de Génova
El Aeropuerto de Génova o Aeropuerto de Génova-Cristoforo Colombo (en italiano: Aeroporto Internazionale Cristoforo Colombo) (IATA: GOA, OACI: LIMJ) es un aeropuerto construido en una península artificial junto al puerto de Génova, a 6 km del centro de la ciudad. El aeropuerto es operado por Aeroporto di Genova S.p.A. que recientemente ha mejorado el recinto aeroportuario. El aeropuerto lleva el nombre de Cristóbal Colón, que nació en Génova.

## Historia
La construcción se inició en 1954 y se inauguró en 1962. Inicialmente poseía una pista de 2.285 metros de longitud (actualmente llega hasta los 3.065) y de una terminal prefabricada provisional. La terminal definitiva se inauguró bastante después, en 1986.
Usado principalmente como aeropuerto regional, también es usado como escala cuando la niebla obliga a cerrar los aeropuerto del norte de Italia. Tiene también un papel importante el tráfico de mercancías en conjunto con el puerto mercantil. El tráfico de pasajeros del aeropuerto es muy reducido en comparación con el tamaño de la ciudad de Génova y su área de influencia, debido a diversas causas.

## Aerolíneas y destinos
Las siguientes aerolíneas operan desde el Aeropuerto de Génova:

### Destinos nacionales
| Ciudad        | Nombre del aeropuerto                     | Aerolíneas                                          | Aeronaves    | Frecuencias semanales |        |
| Italia        | Italia                                    | Italia                                              | Italia       | Italia                | Italia |
| ------------- | ----------------------------------------- | --------------------------------------------------- | ------------ | --------------------- | ------ |
| Bari          | Aeropuerto de Bari-Palese                 | Ryanair                                             | B737         |                       |        |
| Brindisi      | Aeropuerto de Brindisi                    | Ryanair (Estacional)                                | B737         |                       |        |
| Cagliari      | Aeropuerto de Cagliari-Elmas              | Ryanair                                             | B737         |                       |        |
| Catania       | Aeropuerto de Catania-Fontanarossa        | Ryanair                                             | B737         |                       |        |
| Lamezia Terme | Aeropuerto Internacional de Lamezia Terme | Ryanair                                             | B737         |                       |        |
| Nápoles       | Aeropuerto de Nápoles-Capodichino         | Ryanair / Volotea                                   | B737 A3xxceo |                       |        |
| Olbia         | Aeropuerto de Olbia-Costa Smeralda        | Volotea (Estacional) (reinicia 31 de mayo del 2024) | A3xxceo      |                       |        |
| Palermo       | Aeropuerto de Palermo                     | Ryanair                                             | B737         |                       |        |
| Roma          | Aeropuerto de Roma-Fiumicino              | ITA Airways                                         | A            |                       |        |

### Destinos internacionales
| Ciudades por países | Nombre del aeropuerto                 | Aerolíneas                                                            | Aeronaves     | Frecuencias semanales |        |
| Europa              | Europa                                | Europa                                                                | Europa        | Europa                | Europa |
| ------------------- | ------------------------------------- | --------------------------------------------------------------------- | ------------- | --------------------- | ------ |
| Albania             |                                       |                                                                       |               |                       |        |
| Tirana              | Aeropuerto Internacional Madre Teresa | Albawings / Wizz Air                                                  | B737-400 A32x |                       |        |
| Alemania            |                                       |                                                                       |               |                       |        |
| Fráncfort del Meno  | Aeropuerto de Fráncfort del Meno      | Air Dolomiti                                                          | E1            |                       |        |
| Múnich              | Aeropuerto Internacional de Múnich    | Air Dolomiti / Lufthansa                                              | E1            |                       |        |
| Bélgica             |                                       |                                                                       |               |                       |        |
| Charleroi           | Aeropuerto de Bruselas-Charleroi      | Ryanair                                                               | B737          |                       |        |
| Dinamarca           |                                       |                                                                       |               |                       |        |
| Copenhague          | Aeropuerto de Copenhague-Kastrup      | Scandinavian Airlines System (Estacional) (inicia 18 de mayo de 2024) |               |                       |        |
| España              |                                       |                                                                       |               |                       |        |
| Barcelona           | Aeropuerto de Barcelona-El Prat       | Vueling (Estacional)                                                  | A3xx          |                       |        |
| Francia             |                                       |                                                                       |               |                       |        |
| París               | Aeropuerto de París-Orly              | Volotea                                                               | A3xxceo       |                       |        |
| Países Bajos        |                                       |                                                                       |               |                       |        |
| Ámsterdam           | Aeropuerto de Ámsterdam-Schiphol      | KLM Cityhopper                                                        | E-Jet         |                       |        |
| Reino Unido         |                                       |                                                                       |               |                       |        |
| Londres             | Aeropuerto de Londres-Stansted        | Ryanair                                                               | B737          |                       |        |
| Mánchester          | Aeropuerto de Mánchester              | Ryanair (Estacional)                                                  | B737          |                       |        |
| Rumania             |                                       |                                                                       |               |                       |        |
| Bucarest            | Aeropuerto de Bucarest                | Ryanair (reinicia 31 de marzo de 2024)                                | B737          |                       |        |